# Lepisia elkiana
Lepisia elkiana är en skalbaggsart som beskrevs av Dombrow 1999. Lepisia elkiana ingår i släktet Lepisia och familjen Melolonthidae. Inga underarter finns listade i Catalogue of Life.